# Kalí Kómi
Kalí Kómi är en ort i Grekland.   Den ligger i prefekturen Nomós Kardhítsas och regionen Thessalien, i den centrala delen av landet, 250 km nordväst om huvudstaden Aten. Kalí Kómi ligger 813 meter över havet och antalet invånare är 125.
Terrängen runt Kalí Kómi är bergig söderut, men norrut är den kuperad. Runt Kalí Kómi är det mycket glesbefolkat, med 6 invånare per kvadratkilometer. Närmaste större samhälle är Stournaraíïka, 12,4 km nordost om Kalí Kómi. Omgivningarna runt Kalí Kómi är en mosaik av jordbruksmark och naturlig växtlighet.